# Brodric Martin
Brodric Martin (Tuscaloosa, 24 maggio 1999) è un giocatore di football americano statunitense che milita nel ruolo di defensive tackle per i Detroit Lions della National Football League (NFL).

## Carriera

### Detroit Lions
Martin al college giocò a football alla North Alabama University (2017-2020) e alla Western Kentucky University (2021-2022). Fu scelto nel corso del terzo giro (96º assoluto) nel Draft NFL 2023 dai Detroit Lions. Debuttò come professionista subentrando nel Monday Night Football dell'ottavo turno contro i Las Vegas Raiders mettendo a segno un tackle. La sua stagione da rookie si chiuse con 3 placcaggi in tre presenze, nessuna delle quali come titolare.